# Verrières-en-Forez
Verrières-en-Forez település Franciaországban, Loire megyében. Lakosainak száma 727 fő (2022. január 1.). Verrières-en-Forez Bard, Chazelles-sur-Lavieu, Écotay-l’Olme, Gumières, Lavieu, Lézigneux és Saint-Anthème községekkel határos.

## Népesség
A település népessége az elmúlt években az alábbi módon változott:
| Lakosok száma | 512  | 445  | 481  | 624  | 666  | 683  | 705  | 712  | 719  | 727  |
|               | 1968 | 1982 | 1990 | 2006 | 2013 | 2015 | 2017 | 2019 | 2020 | 2022 |